# 사파리 (고양이)
사파리(Safari)는 조프루아고양이를 집고양이와 교배한 잡종 고양이이다. 조프루아고양이는 18쌍의 염색체를 가지고 있는 반면, 집고양이는 19쌍의 염색체를 가지고 있기 때문에 쉽지 않은 교배였음을 알 수 있다.

## 활용
워싱턴 주립 대학은 조혈 연구를 수행하기 위해 때때로 이 동물을 사육하였다.

## 신체적 특징
사파리는 F2 세대의 고양이와 비슷하다. 기본 색상은 검은색이고 무늬가 있으며 반점은 배경과 잘 대조된다. F1 세대에서 고양이는 크기가 굉장히 크다. 몸무게는 11kg이 넘는다.

## 품종 인증
사파리는 어느 협회에서도 캣쇼에 나갈 수 없다. 다만, TICA는 사파리를 기초 품종으로 등록하였다.